# Zabel Sibil Asadour
Zabel Asadour (23 de julio de 1863, Estambul - 19 de junio de 1934) ( en armenio: Զապէլ Ասատուր) conocida por su seudónimo literario Sibil (en armenio: Սիպիլ ) nació como Zabel Khanjian (en armenio: Զապէլ Խանճեան),  fue una famosa poeta, escritora, editora, educadora y filántropa armenia otomana .

## Biografía
Zabel Asadour nació en el distrito de Üsküdar, de la actual ciudad de Estambul, entonces Constantinopla. Allí cursó estudios en el Jemaran Lyceum de Üsküdar, donde se graduó en 1879. Fue una de las fundadoras de la Society of Nation-Dedicatex Armenian Women (Ազգանուէր հայուհեաց ընկերութիւն), una organización que apoyó la construcción, mantenimiento y operación de escuelas de niñas armenias en los distritos poblados armenios del Imperio Otomano. Impartió clases en distintas provincias y luego en Constantinopla. 
En 1879, escribió el libro de texto Gramática práctica para el armenio moderno contemporáneo (Գործնական քերականութիւն արդի աշխարհաբարի), un libro de gramática clásica que ha sido revisado y republicado muchas veces con la ayuda de su esposo Hrant Asadkur. Conocida por su seudónimo Sibil, también escribió artículos generales sobre educación y pedagogía, así como poemas para la infancia. 
El escritor y figura política Krikor Zohrab, Hrant Asadour, junto con Sibil restablecieron colectivamente la publicación literaria Massis, donde ella escribió retratos de muchas figuras literarias armenias occidentales de renombre. Los artículos fueron recopilados en 1921 en un libro conjunto que Hrant Asadour tituló Perfiles (Դիմաստուերներ). 
Sibil fue muy conocida por sus obras literarias. En la década de 1880 publicó sus poemas en Massis y Hairenik. En 1891, publicó su novela El corazón de una niña (Աղջկան մը սիրտը) y una colección de poemas, Reflexiones (Ցոլքեր), en 1902, en su mayoría poemas románticos y patrióticos. Escribió cuentos, particularmente sobre mujeres. También escribió para teatro y una de sus obras más famosas fue la obra The Bride (Հարսը). En 1901, se casó con el escritor, periodista e intelectual Hrant Asadour, con quien intercambió numerosas cartas de amor en el transcurso de su noviazgo, algunas de las cuales fueron traducidas al inglés por Jennifer Manoukian.